# Katanning (ort)
Katanning är en ort i Australien. Den ligger i kommunen Katanning och delstaten Western Australia, omkring 250 kilometer sydost om delstatshuvudstaden Perth. Antalet invånare är 3 934.
Runt Katanning är det mycket glesbefolkat, med 2 invånare per kvadratkilometer.. Katanning är det största samhället i trakten.
Trakten runt Katanning består till största delen av jordbruksmark. Genomsnittlig årsnederbörd är 541 millimeter. Den regnigaste månaden är september, med i genomsnitt 97 mm nederbörd, och den torraste är februari, med 6 mm nederbörd.